# Årets bästa innebandyspelare
Årets bästa innebandyspelare  utses årligen av Svenska Innebandyförbundets jury, inom både herrklass och damklass i innebandy. Dessutom utser Innebandymagazinet tillsammans med landets elittränare årets bästa tränare, målvakt, back, center, anfallare och rookie i Sverige.

## Herrar

### Årets spelare i Sverige[1]
- 2023/24: Jesper Sankell, Växjö IBK
- 2022/23: Albin Sjögren, Storvreta IBK
- 2021/22: Jonathan Edling, FC Helsingborg
- 2020/21: Kim Nilsson, FBC Kalmarsund
- 2019/20: Emil Johansson, IBF Falun
- 2018/19: Emil Johansson, IBF Falun
- 2017/18: Tobias Gustafsson, Storvreta IBK
- 2016/17: Alexander Galante Carlström, IBF Falun
- 2015/16: Alexander Galante Carlström, IBF Falun
- 2014/15: Robin Nilsberth, Granlo BK
- 2013/14: Rasmus Enström, IBF Falun
- 2012/13: Johan Samuelsson, Granlo BK
- 2011/12: Rasmus Enström, IBF Falun
- 2010/11: Mika Kohonen, Storvreta IBK
- 2009/10: Rickie Hyvärinen, Caperiotäby FC
- 2008/09: Fredrik Djurling, AIK IBF
- 2007/08: Magnus Svensson, Warberg IC
- 2006/07: Mathias Larsson, Warberg IC
- 2005/06: Anders Hellgård, Pixbo Wallenstam IBK
- 2004/05: Peter Fischerström, AIK
- 2003/04: Johan Anderson, Jönköpings IK
- 2002/03: Anders Hellgård, Pixbo Wallenstam IBK
- 2001/02: Johannes Gustafsson, Haninge IBK
- 2000/01: Mika Kohonen, Balrog IK
- 1999/00: Magnus Augustsson, Pixbo Wallenstam IBK
- 1998/99: Martin Olofsson, Örnsköldsviks SK
- 1997/98: Niklas Jihde, Pixbo IBK
- 1996/97: Stefan Mattsson, Sjöstad IF
- 1995/96: Mikael Ekelund, IBF NB 87
- 1994/95: Stefan Mattsson, Sjöstad IF
- 1993/94: Keijo Pollari, IBK Lockerud
- 1992/93: Conny Svensson, Balrog IK
- 1991/92: Klas Karlsson, Sjöstad IF
- 1990/91: Peter Ahnberg, Jönköpings IK
- 1989/90: Christer Wettéus, KFUM Örebro
- 1988/89: Esa Karjalainen, IBK Lockerud
- 1987/88: Christer Olsson, KFUM Örebro
- 1986/87: Jens Pettersson, FK Luleå

### Årets forward[2]
- 2023/24: Jesper Sankell, Växjö IBK
- 2022/23: Albin Sjögren, Storvreta IBK
- 2021/22: Alexander Galante Carlström, IBF Falun
- 2020/21: Kim Nilsson, FBC Kalmarsund
- 2019/20: Alexander Galante Carlström, IBF Falun
- 2018/19: Johannes Wilhelmsson, Höllvikens IBF
- 2017/18: Albin Sjögren, Storvreta IBK
- 2016/17: Alexander Galante Carlström, IBF Falun
- 2015/16: Alexander Galante Carlström, IBF Falun
- 2014/15: Billy Nilsson, IK Sirius
- 2013/14: Kim Nilsson, AIK
- 2012/13: Alexander Galante Carlström, IBF Falun
- 2011/12: Rasmus Enström, IBF Falun
- 2010/11: Kim Nilsson, AIK
- 2009/10: Rickie Hyvärinen, Caperiotäby FC
- 2008/09: Magnus Svensson, Warberg IC
- 2007/08: Magnus Svensson, Warberg IC
- 2006/07: Martin Dahlgren, Pixbo Wallenstam IBK
- 2005/06: Andreas Carlbom, IBK Dalen
- 2004/05: Magnus Svensson, Warberg IC
- 2003/04: Johan Anderson, Jönköpings IK
- 2002/03: Niklas Jihde, Pixbo Wallenstam IBK
- 2001/02: Niklas Jihde, Pixbo Wallenstam IBK
- 2000/01: Martin Olofsson, Örnsköldsviks SK
- 1999/00: Martin Olofsson, Örnsköldsviks SK
- 1998/99: Martin Olofsson, Örnsköldsviks SK
- 1997/98: Niklas Jihde, Pixbo Wallenstam IBK

### Årets center[3]
- 2023/24: Sebastian Palmqvist, Mullsjö AIS
- 2022/23: Casper Backby, IBF Falun
- 2021/22: Sebastian Palmqvist, Mullsjö AIS
- 2020/21: Martin Östholm, Pixbo Wallenstam IBK
- 2019/20: Martin Östholm, Pixbo Wallenstam IBK
- 2018/19: Tim Braillard, Mullsjö AIS
- 2017/18: Matej Jendrisak, Linköping IBK
- 2016/17: Matej Jendrisak, Linköping IBK
- 2015/16: Linus Nordgren, FC Helsingborg
- 2014/15: Jonas Adriansson, IBF Falun
- 2013/14: Ketil Kronberg, IBK Dalen
- 2012/13: Johan Samuelsson, Granlo BK
- 2011/12: Mika Kohonen, Storvreta IBK
- 2010/11: Mika Kohonen, Storvreta IBK
- 2009/10: Mika Kohonen, Storvreta IBK
- 2008/09: Mika Kohonen, Storvreta IBK
- 2007/08: Mika Kohonen, Storvreta IBK
- 2006/07: Anders Hellgård, Pixbo Wallenstam IBK
- 2005/06: Anders Hellgård, Pixbo Wallenstam IBK
- 2004/05: Daniel Calebsson, Jönköpings IK
- 2003/04: Mika Kohonen, Balrog IK
- 2002/03: Anders Hellgård, Pixbo Wallenstam IBK
- 2001/02: Johannes Gustafsson, Haninge IBK
- 2000/01: Mika Kohonen, Balrog IK
- 1999/00: Anders Hellgård, Pixbo Wallenstam IBK
- 1998/99: Johannes Gustafsson, Haninge IBK
- 1997/98: Johannes Gustafsson, Haninge IBK

### Årets back[4]
- 2023/24: Daniel Kalentun, Pixbo IBK
- 2022/23: Emil Johansson, IBF Falun
- 2021/22: Tobias Gustafsson, Storvreta IBK
- 2020/21: Emil Johansson, IBF Falun
- 2019/20: Emil Johansson, IBF Falun
- 2018/19: Emil Johansson, IBF Falun
- 2017/18: Tobias Gustafsson, Storvreta IBK
- 2016/17: Emil Johansson, IBF Falun
- 2015/16: Emil Johansson, IBF Falun
- 2014/15: Martin Östholm, Pixbo Wallenstam IBK
- 2013/14: Mattias Samuelsson, Storvreta IBK
- 2012/13: Martin Östholm, Pixbo Wallenstam IBK
- 2011/12: Mattias Samuelsson, Storvreta IBK
- 2010/11: Rasmus Sundstedt, Caperiotäby FC
- 2009/10: Kimmo Eskelinen, Warberg IC
- 2008/09: Mattias Samuelsson, Storvreta IBK
- 2007/08: Kimmo Eskelinen, Warberg IC
- 2006/07: Mathias Larsson, Warberg IC
- 2005/06: Henrik Quist, Pixbo Wallenstam IBK
- 2004/05: Oskar Fagerlund, Balrog IB
- 2003/04: Peter Fischerström, Haninge IBK
- 2002/03: Henrik Lorendahl, AIK
- 2001/02: Gustaf Forsberg, IBK Dalen
- 2000/01: Johan Davidsson, Haninge IBK
- 1999/00: Johan Davidsson, Haninge IBK
- 1998/99: Jimmy Gunnstedt, Västerås IB
- 1997/98: Mats Ågren, Fornudden IB

### Årets målvakt[5]
- 2023/24: Jon Hedlund, Pixbo IBK
- 2022/23: Jon Hedlund, Pixbo Wallenstam IBK
- 2021/22: Jonathan Edling, FC Helsingborg
- 2020/21: Jonathan Edling, FC Helsingborg
- 2019/20: Jonathan Edling, FC Helsingborg
- 2018/19: Måns Parsjö-Tegnér, IBK Dalen
- 2017/18: Johan Rehn, IBF Falun
- 2016/17: Eero Kosonen, Växjö IBK
- 2015/16: Måns Parsjö-Tegnér, IBK Dalen
- 2014/15: Jonathan Paulsson, FC Helsingborg
- 2013/14: Petter Nilsson, IK Sirius
- 2012/13: Patrik Åhman, AIK
- 2011/12: Benjamin Löfdahl, Tyresö Trollbäcken IBK
- 2010/11: Peter Sjögren, Warberg IC
- 2009/10: Viktor Klinsten, Storvreta IBK
- 2008/09: Daniel Ramsin, Caperio Täby FC
- 2007/08: Peter Sjögren, Warberg IC
- 2006/07: Daniel Ramsin, Caperio Täby FC
- 2005/06: Gunnar Domeij, Jönköpings IK
- 2004/05: Gunnar Domeij, Jönköpings IK
- 2003/04: Niclas Olofsson, Järfälla IBK
- 2002/03: Niclas Olofsson, Järfälla IBK
- 2001/02: Andreas Olsson, AIK
- 2000/01: Mårten Blixt, Haninge IBK
- 1999/00: Mårten Blixt, Haninge IBK
- 1998/99: Stefan Mattsson, Västerås IB
- 1997/98: Stefan Mattsson, Sjöstad IF

### Årets rookie[6]
- 2023/24: Gabriel Kohonen, Storvreta IBK
- 2022/23: Gustav Lindberg, Pixbo Wallenstam IBK
- 2021/22: Oscar Johansson, FC Helsingborg
- 2020/21: Tim Andersson Carlsson, Fagerhult Habo IBK
- 2019/20: Jan Zaugg, Mullsjö AIS
- 2018/19: Viktor Kastengren, Växjö IBK
- 2017/18: Malte Lundmark, IBF Falun
- 2016/17: Andreas Stefansson, AIK
- 2015/16: Eero Kosonen, Växjö IBK
- 2014/15: Matej Jendrisak, Linköping IBK
- 2013/14: Filip Kjellsson, Växjö IBK
- 2012/13: Patrik Svensson, Granlo BK
- 2011/12: Alexander Rudd, IBF Falun
- 2010/11: Martin Karlsson, Linköping IBK
- 2009/10: Johan Eriksson, IK Sirius
- 2008/09: Rasmus Sundstedt, Caperiotäby FC
- 2007/08: Kim Nilsson, Färjestadens IBK
- 2006/07: Daniel Ramsin, Caperiotäby FC
- 2005/06: Mattias Samuelsson, Storvreta IBK
- 2004/05: Magnus Andeberg, FC Helsingborg
- 2003/04: Mikael Karlsson, Södertälje IBK
- 2002/03: Fredrik Nyth, IBF Älvstranden
- 2001/02: Andreas Carlbom, Örnsköldsviks SK
- 2000/01: Mika Kohonen, Balrog IK
- 1999/00: Johan Anderson, Jönköpings IK
- 1998/99: Mathias Bergsdorf, IBK Dalen
- 1997/98: Anders Hellgård, Pixbo Wallenstam IBK

### Årets tränare[7]
- 2023/24: Emil Lindström, FC Helsingborg
- 2022/23: Patric Löfborg & Thomas Andersson, Pixbo Wallenstam IBK
- 2021/22: Johan Schönbeck, Växjö IBK
- 2020/21: Alexander Brinkmann, FBC Kalmarsund
- 2019/20: Thomas Brottman, IBF Falun
- 2018/19: David Ahlmark, IK Sirius IBK
- 2017/18: Niklas Pålsson, Jönköpings IK
- 2016/17: Thomas Brottman, IBF Falun
- 2015/16: Niklas Nordén, Växjö IBK
- 2014/15: Johan Astbrant, Linköping IBK
- 2013/14: Mikael Hill, Mullsjö AIS
- 2012/13: Magnus Näsman, Granlo BK
- 2011/12: Krunoslav Zovko, Tyresö Trollbäcken IBK
- 2010/11: Stefan Hedlund, Linköping IBK
- 2009/10: Lars Jedheim, IK Sirius
- 2008/09: Stefan Forsman, Storvreta IBK
- 2007/08: Isac Carlsson, Warberg IC
- 2006/07: Magnus Jäderlund, Caperio/Täby FC
- 2005/06: Magnus Jäderlund, Caperio Råsunda
- 2004/05: Vidar Jonsson, FC Helsingborg
- 2003/04: Mika Packalén, Balrog IK
- 2002/03: Stefan Pettersson, Warberg IC-85
- 2001/02: Mika Packalén, Balrog IK
- 2000/01: Magnus Svensson, Fornudden IB
- 1999/00: Göran Strömstedt, Järfälla IBK
- 1998/99: Urban Karlsson, IBK Dalen

## Damer

### Årets spelare i Sverige[1]
- 2023/24: Maja Viström, Thorengruppen IBK
- 2022/23: Emelie Wibron, Thorengruppen IBK
- 2021/22: Emelie Wibron, Thorengruppen IBK
- 2020/21: Ida Sundberg, Pixbo Wallenstam IBK
- 2019/20: Ellen Rasmussen, Malmö FBC
- 2018/19: Emelie Wibron, IKSU
- 2017/18: Moa Tschöp, Täby FC IBK
- 2016/17: Anna Wijk, KAIS Mora IF
- 2015/16: Anna Wijk, KAIS Mora IF
- 2014/15: Anna Jakobsson, Endre IF
- 2013/14: Anna Wijk, KAIS Mora IF
- 2012/13: Emelie Lindström, Djurgårdens IF
- 2011/12: Emelie Lindström, Djurgårdens IF
- 2010/11: Hanna Pettersson, Rönnby IBK
- 2009/10: Sara Kristoffersson, IBF Falun
- 2008/09: Emelie Lindström, Balrog B/S IK
- 2007/08: Emelie Lindström, Balrog B/S IK
- 2006/07: Hermine Dahlerus, Balrog B/S IK
- 2005/06: Karolina Widar, Rönnby IBK
- 2004/05: Karolina Widar, Rönnby IBK
- 2003/04: Johanna Ekeroth, Lockerud/Mariestad IBK
- 2002/03: Camilla Granelid, IBF Falun
- 2001/02: Hermine Dahlerus, Balrog IK
- 2000/01: Sandra Persson, Öbo Örebro IBK
- 1999/00: Jenny Viklund, Boliden IB
- 1998/99: Jenny Magnusson, IBF Falun
- 1997/98: Johanna Ekeroth, IBK Lockerud
- 1996/97: Carina Rosell, Högdalens AIS
- 1995/96: Pernilla Gunnskog, Växjö Östra IK
- 1994/95: Helena Lindberg, Sjöstad IF
- 1993/94: Lena Schjölin, KFUM Örebro
- 1992/93: Åsa Karlsson, IBK Lockerud
- 1991/92: Lena Svensson, VK Rasket
- 1990/91: Susanne Pettersson, IBK Lockerud
- 1989/90: Ann-Mari Karppinen, IBK Lockerud
- 1988/89: Karin Forsberg, VK Rasket
- 1987/88: Laila Mörk, Kristinebergs AIS
- 1986/87: Sari Karjalainen, IBK Lockerud

### Årets forward[8]
- 2023/24: Veera Kauppi, Thorengruppen IBK
- 2022/23: Emelie Wibron, Thorengruppen IBK
- 2021/22: Emelie Wibron, Thorengruppen IBK
- 2020/21: Moa Gustafsson, KAIS Mora
- 2019/20: Ellen Rasmussen, Malmö FBC
- 2018/19: Veera Kauppi, IKSU
- 2017/18: Amanda Delgado Johansson, IKSU
- 2016/17: Jennifer Stålhult, Täby FC IBK
- 2015/16: Emelie Wibron, IKSU
- 2014/15: Madelene Backlund, Rönnby IBK
- 2013/14: Anna Jakobsson, Endre IF
- 2012/13: Emelie Lindström, Djurgårdens IF
- 2011/12: Therese Karlsson, KAIS Mora
- 2010/11: Therese Karlsson, KAIS Mora
- 2009/10: Emelie Lindström, Balrog IK
- 2008/09: Emelie Lindström, Balrog IK
- 2007/08: Sara Anteryd, Endre IF
- 2006/07: Sara Kristoffersson, IBF Falun
- 2005/06: Anna Jakobsson, Endre IF
- 2004/05: Johanna Ekeroth, IBK Lockerud
- 2003/04: Johanna Ekeroth, IBK Lockerud
- 2002/03: Minna Heponiemi, Södertälje IBK
- 2001/02: Birgitte Lersbryggen, Balrog IK

### Årets center[9]
- 2023/24: Maja Viström, Thorengruppen IBK
- 2022/23: Maja Viström, Thorengruppen IBK
- 2021/22: Cajsa Elm, Pixbo Wallenstam IBK
- 2020/21: Veera Kauppi, Team Thorengruppen
- 2019/20: Anna Wijk, KAIS Mora
- 2018/19: Anna Wijk, KAIS Mora
- 2017/18: Anna Wijk, KAIS Mora
- 2016/17: Anna Wijk, KAIS Mora
- 2015/16: Anna Wijk, KAIS Mora
- 2014/15: Anna Wijk, KAIS Mora
- 2013/14: Anna Wijk, KAIS Mora
- 2012/13: Johanna Holmbom, IBF Falun
- 2011/12: Anna Wijk, KAIS Mora
- 2010/11: Karolina Widar, Rönnby IBK
- 2009/10: Anna Wijk, IKSU
- 2008/09: Karolina Widar, Rönnby IBK
- 2007/08: Hermine Dahlerus, Balrog IK
- 2006/07: Hermine Dahlerus, Balrog IK
- 2005/06: Karolina Widar, Rönnby IBK
- 2004/05: Karolina Widar, Rönnby IBK
- 2003/04: Camilla Granelid, IBF Falun
- 2002/03: Hermine Dahlerus, Balrog IK
- 2001/02: Karolina Widar, Rönnby IBK

### Årets back[10]
- 2023/24: Moa Andersson, Pixbo IBK
- 2022/23: Moa Andersson, Pixbo Wallenstam IBK
- 2021/22: Lisa Carlsson, Täby FC IBK
- 2020/21: Ida Sundberg, Pixbo Wallenstam IBK
- 2019/20: Stephanie Boberg, Endre IF
- 2018/19: Cornelia Fjellstedt, IKSU
- 2017/18: Moa Tschöp, Täby FC IBK
- 2016/17: Moa Tschöp, Täby FC IBK
- 2015/16: Cornelia Fjellstedt, IKSU
- 2014/15: Emelie Wibron, IKSU
- 2013/14: Moa Tschöp, Djurgårdens IF
- 2012/13: Silvana Nötzli, KAIS Mora IF
- 2011/12: Emelie Wibron, IKSU
- 2010/11: Sanna Scheer, Rönnby IBK
- 2009/10: Lisah Samuelsson, Balrog IK
- 2008/09: Emma Lundmark, IBF Falun
- 2007/08: Frida Stenvall, IKSU
- 2006/07: Lisah Samuelsson, Balrog IK
- 2005/06: Ina Rhöös, IKSU
- 2004/05: Jeanette Giörtz, Balrog Botkyrka
- 2003/04: Anna Wretman, Örnsköldsviks SK
- 2002/03: Jenny Magnusson, IBF Falun
- 2001/02: Jenny Magnusson, IBF Falun

### Årets målvakt[11]
- 2023/24: Lovisa Hedin, Thorengruppen IBK
- 2022/23: Johanna Birgersson, IBK Lund
- 2021/22: Stephanie Dalbjer, Nacka IBK
- 2020/21: Matilda Östlund Visén, IK Sirius FBC
- 2019/20: Lara Heini, Pixbo Wallenstam IBK
- 2018/19: Amanda Hill, KAIS Mora IF
- 2017/18: Matilda Wirthig, IBK Dalen
- 2016/17: Sara Hjorting, Pixbo Wallenstam IBK
- 2015/16: Sara Hjorting, Pixbo Wallenstam IBK
- 2014/15: Laura Loisa, Rönnby IBK
- 2013/14: Jonna Mäkelä, KAIS Mora IF
- 2012/13: Mirja Viklund, Rönnby IBK
- 2011/12: Sara Hjorting, Pixbo Wallenstam IBK
- 2010/11: Hanna Pettersson, Rönnby IBK
- 2009/10: Hanna Pettersson, Rönnby IBK
- 2008/09: Hanna Pettersson, Rönnby IBK
- 2007/08: Sandra Fredriksson, KAIS Mora
- 2006/07: Mirja Wiklund, IBK Dalen
- 2005/06: Helena Andersson, Pixbo Wallenstam IBK
- 2004/05: Therese Johansson, IKSU
- 2003/04: Sofia Pettersson, Södertälje IBK
- 2002/03: Sofia Pettersson, Södertälje IBK
- 2001/02: Annika Sundberg, Örnsköldsviks SK

### Årets rookie[6]
- 2023/24: Dominika Buczek, FBC Kalmarsund
- 2022/23: Hanna Nordstrand, Åkersberga IBF
- 2021/22: Mira Markström, Jönköpings IK
- 2020/21: Vilma De Gysser, Täby FC
- 2019/20: Maja Ekström, Malmö FBC
- 2018/19: Veera Kauppi, IKSU
- 2017/18: Cajsa Elm, Jönköpings IK
- 2016/17: Moa Svanström, Endre IF
- 2015/16: Ellen Rasmussen, Malmö FBC
- 2014/15: Jennifer Stålhult, Täby IBK
- 2013/14: Johanna Hultgren, KAIS Mora IF
- 2012/13: Cornelia Fjellstedt, IKSU
- 2011/12: Sanna Roisko, Endre IF
- 2010/11: Emelie Björklund, IBF Falun
- 2009/10: Emelie Wibron, IKSU
- 2008/09: Anna Wijk, IKSU
- 2007/08: Malin Eriksson, IKSU
- 2006/07: Isabelle Krantz, IBK Dalen
- 2005/06: Josefina Eiremo, IKSU
- 2004/05: Anna Jakobsson, Endre IF
- 2003/04: Frida Eriksson, Högdalen AIS
- 2002/03: Sara Stålberg, Rönnby IBK
- 2001/02: Tanja Esko, Halmstad IBK

### Årets tränare[12]
- 2023/24: Daniel Jernberg, Thorengruppen IBK
- 2022/23: Andreas Berglind, Åkersberga IBF
- 2021/22: Andreas Harnesk, Västerås Rönnby IBK
- 2020/21: Marko Palosaari, IK Sirius FBC
- 2019/20: Mikael Jeppsson, Malmö FBC
- 2018/19: Johan Ivarsson, Jönköping IK
- 2017/18: Mikael Nilsson, Warberg IC
- 2016/17: Andreas Harnesk, IKSU
- 2015/16: Andreas Harnesk, IKSU
- 2014/15: Jonas Eliasson, Pixbo Wallenstam IBK
- 2013/14: Tom Iversjö, Endre IF
- 2012/13: Urban Karlsson, IBK Dalen
- 2011/12: Roger Jonsson, KAIS Mora
- 2010/11: Joacim Bernvid, Pixbo Wallenstam IBK
- 2009/10: Andreas Wahman, Endre IF
- 2008/09: Andreas Lundmark, IBF Falun
- 2007/08: Curt Söderström, IKSU
- 2006/07: Örjan Lindberg, Rönnby IBK